# ペルソナ5 タクティカ
『ペルソナ5 タクティカ』（ペルソナファイブタクティカ、PERSONA 5 TACTICA）は、アトラスより2023年11月17日に発売されたゲームソフト。Xbox/PC Game Passに発売初日から対応。

## 概要
ペルソナシリーズ初のシミュレーションRPG。略称は「P5T」。キャッチコピーは「その心に焔（ヒ）を灯せ 革命劇、開幕!!」。
時系列はエンディングの直前にあたり、突如迷い込んだ異世界での心の怪盗団とその協力者による「革命」のための戦いを描く。その後に時系列はエンディングの直後にあたり、『ペルソナ5 スクランブル ザ ファントム ストライカーズ』へと継がれている。
発売日と同日に、本編とは独立したストーリーを描く「Repaint Your Heart」が配信。

## ストーリー

### 本編
秀尽学園の卒業式が間近に迫るある雪の日、喫茶店「ルブラン」に集まった心の怪盗団のメンバー。突然テレビに怪奇現象が発生し、店内が大きく揺れた。さらに店の扉は怪しい光を放つ。警戒しながら扉を開くと、その先は見たこともない異世界「キングダム」だった。
キングダム各地は「レギオン」と呼ばれる謎の武装集団によって支配されていて、反逆者とみなされたジョーカーら心の怪盗団は応戦するものの、なぜか思うように戦えず絶体絶命のピンチに陥る。その時「革命家」と名乗る革命軍のリーダー・エルに窮地を救われ、彼女の持ちかける取引に乗り、元の世界に戻るため、彼女と共に「革命」を起こす戦いに赴くことになる。

### Repaint Your Heart
最近、街で話題になっている、街をキャンバスに見立てて一夜で巨大アートを描きあげる神出鬼没の覆面アーティスト「ゲルニカ」。大胆不敵な活動が世間を騒がす中、都内のあちこちに不思議なグラフィティが出現する。そこにはペルソナ使いでなければ知るはずのないジョーカーのペルソナ・アルセーヌの姿が描かれていた。
新体操選手・芳澤かすみから連絡を受けたジョーカーは現場に向かい、たまたまゲルニカの捜査に着ていた高校生探偵・明智吾郎と遭遇。彼とこの謎の絵について議論していると謎の声を耳にするのだった。

## システム
戦闘
3人で挑む戦略バトル。範囲内であれば坆撃をするまで自由に移動可能で、壁に隠れることができる「カバー」をすればターン終了となり「ガード状態」にダメージを受けない。ただし、逆に壁に隠れていないと、無防備な状態にダメージを受ける。
攻撃手段は大きく3パターンがあり、遠距離から敵を擊ち抜く射撃、敵を弾き飛ばす近接攻撃、ペルソナのスキル攻撃。
1MORE
無防備な敵を攻撃すると、もう一度行動できる「1MORE」が発動する。敵も「カバー」を使うので近接攻撃やスキルで「ガード状態」を解除する。
TRIBANGLE!
ダウンされた敵をチームメンバー3人で“囲む”と「TRIBANGLE!」になり、総攻撃が発動する。
VOLTAGE
ダメージを与えたり、坆撃を受けることで「VOLTAGE」ゲージ増加。最大まで溜まると、キャラクター固有のスキル「ユニークスキル」が発動可能になる。

## 登場人物

### 心の怪盗団
ジョーカー / 主人公
声 - 福山潤
ペルソナ - アルセーヌ
本作の主人公。
モナ / モルガナ
声 - 大谷育江
ペルソナ - ゾロ

スカル / 坂本 竜司（さかもと りゅうじ）
声 - 宮野真守
ペルソナ - キャプテン・キッド

パンサー / 高巻 杏（たかまき あん）
声 - 水樹奈々
ペルソナ - カルメン

フォックス / 喜多川 祐介（きたがわ ゆうすけ）
声 - 杉田智和
ペルソナ - ゴエモン

クイーン / 新島 真（にいじま まこと）
声 - 佐藤利奈
ペルソナ - ヨハンナ

ナビ / 佐倉 双葉（さくら ふたば）
声 - 悠木碧
ペルソナ - ネクロノミコン

ノワール / 奥村 春（おくむら はる）
声 - 戸松遥
ペルソナ - ミラディ

クロウ / 明智 吾郎（あけち ごろう）
声 - 保志総一朗
ペルソナ - ロビンフッド
DLCに登場。
ヴァイオレット / 芳澤 かすみ（よしざわ かすみ）
声 - 雨宮天
ペルソナ - サンドリヨン
DLCに登場。

### 各キングダムの集団
本作におけるボスキャラクターたち。本作の舞台となる「キングダム」の主で、「レギオン」と呼ばれる戦闘集団を従えている。
暴君マリエ
声 - 中原麻衣
物語の最初の舞台となる異世界「マリエキングダム」の主。権力に異常に固執しており、ある人物との「盛大な結婚式」を挙げるために国民は苛烈な搾取を強いられている。
ジョーカー、モルガナ以外の仲間たちがマリエの強烈な魔法で洗脳されてしまう。
安藤 真理恵（あんどう まりえ）
ある大企業社長の娘で、統志郎の婚約者。手段として、縁談を取り付けていた。統志郎にとってはドS女王様だったらしい。
将軍ヨシキ
声 - 茶風林
第二の異世界「ヨシキキングダム」の主で、「愛染隊」のボス。彼は「愛を重んじる良き統治者」を称えられているが、裏では「民を見守る」という名分で国中に「監視カメラの目」が設置されており、わずかでも彼に素振りを見せたものは捕らえられ、「愛の奉公」という名の強制労働を強いられている。
春日部 由喜（かすかべ よしき）
現役の国会議員の一人で、統志郎の父。「仏の春日部」と呼ばれている。政治家としてはあまり目立つ存在ではないが、当選回数が多くキャリアは長い模様で、大業社長の娘である真理恵とはお互いに利益関係。息子の統志郎にとっては傲慢な毒親らしい。
中蜂 一郎（なかばち いちろう）
統志郎の高校時代の記憶から登場した音楽教師で、教頭就いた男性だった。ある日突然、みんなの「精神暴走の痛み」を与えた中蜂は意識不明となり、とある駅でむりやり恵利を列車に突き飛ばして人身事故の犯罪を起こし、逮捕処分されてしまった。
シャドウ統志郎
第三の異世界「シャドウ統志郎のキングダム」の主で、「認知上の統志郎」。「シャドウエリ」を召喚する。
サルマエル
声 - 関俊彦
第四の異世界「サルマエルのキングダム」の主で本作の黒幕で、初出作品は『真・女神転生』で登場する堕天使。デザインは一貫して有翼の赤い大蛇、または竜の姿となっている。
その後にそのサマエルが「痛みへの拒絶反応」と言う意識が懝人化した「痛みからの防衛本能」で、「様々な負の痛みを具現化した怨念」を吸収し転生した姿となった。すべて統志郞の心のトラウスを排除する精神世界「キングダム」を作られていることが判明する。

### 協力者
エル
声 - 高橋李依
物語の舞台となる異世界「キングダム」で活動するレジスタンス組織「革命軍」のリーダーを務める少女。戦闘の腕は優れており、時には旗を掲げて仲間たちを鼓舞する。
細かく深く物事を考えるのは苦手で、思い立ったまま行動してしまう面もあるが、その行動力の高さと明るく元気な性格でリーダーとしての信頼を勝ち得ている。
偶然キングダムに迷い込んだ怪盗団の面々を救い、彼らの力を見込んで取引した後に「革命」を行う。
その正体は「統志郎の心の象徴」で、統志郎のペルソナ「エルネスト」の正体でもある。
夏原 恵利（なつはら えり）
声 - 高橋李依
エルの元になった少女で、統志郎の高校時代の先輩である。現在は入院している。
春日部 統志郎（かすかべ とうしろう）
声 - 前野智昭
ペルソナ - エルネスト
「次期総理大臣」とも囁かれる若手の国会議員。キングダムに迷い込む前後の記憶をなくした状態で囚われの身となっていた。そこを怪盗団とエルに救われ、行動を共にする。
真面目で理屈っぽい性格で、知略にも優れる。冷静に状況を俯瞰視できる司令塔としての力量はあるが、安全第一を最優先に考え、戦うことや傷つくことを極端に恐れている。
春日部 ユキ（かすかべ ユキ）
声 - 上田麗奈
統志郎の母で、現在では他界されている。本作の異世界「ヨシキキングダム」に住んでいる女性で、統志郎の記憶をベースで作った認知上の存在。ヨシキによって追われる身となった。彼女の助言で、呉服屋店と知り合いらしく、怪盗団一行は統志郎が考案した作戦「W挟撃アタックマーク2」を実行開始する。
倉野 友里（くらの ゆり）
統志郎の高校時代の記憶から登場した少女で、中蜂によって嫌がらせに孤独に背負ってしまった被害者である。
現存では大人なった友里は、とある地域でアパートを借りて一人暮らしでとある仕事をして生活しているらしい。
心の怪盗団の存在は知らないが「怪盗お願いチャンネル」でファンとなって応援しているらしい。
ゲルニカ
声 - ファイルーズあい
DLCに登場。世界的に有名な覆面女性アーティスト。現実世界では、社会的弱者が抱く怒り代弁するような作品を多く手掛けていたが、正気を失い、異世界で住民を襲う行為を繰り返している。
タオ
声 - ファイルーズあい
DLCに登場。ジェリーによって厄災の洗脳から解放したゲルニカの本来の名前でルカの妹。厄災の姿となったジェリーの野望を食い止めるためペルソナ使いの主人分ら3人と共に立ち向かう。
ルカ
声 - ファイルーズあい
DLCに登場。ネズミの着ぐるみを着た少女。異世界で起きていることについて事情を知っているらしく、暴走したゲルニカを止めようとひとり奮闘していた。
心の怪盗団の存在も知っており、偶然出会った主人公たちに助けを求める。
実はゲルニカ=タオの姉で、現存では他界されている。本作の異世界「ストリート」に住すんでいる少女で、ゲルニカ=タオの記憶をべースで作った認知上の存在。
ジェリー
声 - 田中敦子
DLCに登場。異世界でゲルニカと共にいるピンク色のメスのオウム。洗脳と暴走したゲルニ力を苦しめている。実はサルマエルに仕える使徒らしい。

### ベルベットルーム
ラヴェンツァ
声 - 豊崎愛生
ベルベットルームの住人の一人。主であるイゴールが不在であるため、彼に代わってペルソナ合体などを担当している。

## 用語
失踪事件
『P5R』にて 3学期の2月13日直後に新島の姉である冴の協力したおかげで警察の留置所から釈放し、主人公はルブランで怪盗団の仲間たちと再会した直後に頻発し始めた事件の総称。
重大な事故や事件の原因が未解決として、怪盗団たちや政治家の統志郎もこの未解決事件に巻き込まれてしまった。
キングダム
本作の舞台になる新たな異世界で、エルやユキなどが過ごしていたが、突然の謎の戦闘集団「レギオン」が戦争を起こし、追われる身になってしまった。
マリエキングダム
フランスのヴェルサイユ風のキングダムで、モチーフは「フランス革命」。
ヨシキキングダム
日本のサムライ風のキングダムで、モチーフは「明治維新」。
第3のキングダム
日本の教育制度風のキングダムで、モチーフは「学生運動」。
戦闘集団「レギオン」
本作にて異世界「キングダム」の戦闘集団「レギオン」をモチーフにした類語では「ローマ軍団」のことで、以降、「軍団兵」を表す言葉とされている。
なお、悪霊をモチーフにした「レギオン」を表す言枼といわれている。
革命軍
本作にて異世界「キングダム」に暮らす「エル」がリーダーを務める組織。物語開始以前は力の差から苦戦にあえいでおり、怪盗団との取引によって本格的に革命への行動を起こす。
ルブラン
『P5』シリーズにて登場する喫茶店で、怪盗団のアジトである。
本作では突然、謎の怪奇現象「得体の知れない力」によって異世界「キングダム」に巻き込まれてしまった。
ペルソナ
『P5』シリーズにて、「精神暴走事件」に巻き込まれた主人公たちは、認知の異世界にて「ペルソナ能力」を覚醒させている。認知の異世界における「反逆の心の力」であり、この力によって世間を騒がせる謎の集団「心の怪盗団」として活動している。この力は純粋な悪魔や神、理不尽な事象や権力への反逆者の姿を借りて具現化される。
また、「怪盗服」はペルソナ使いそれぞれの「反逆のイメージ」が反映されており、本作でも異世界「キングダム」の戦闘集団「レギオン」に警戒されると自動的にこの怪盗服への武装が行われる。
ペルソナの力の芽
本作では、この「キングダム」に無意識に総志郎の心の中に影響によって「なぜか怪盗服への変身が発生していない認和から生まれたエル=「夏原恵利」のイメージが特殊な内側のペルソナ=エルネスト」を「革命の聖なる力」となった。
なお、『P5S』に登場した「大人のペルソナ使い」で、「警部の長谷川善吉=ウルフ」のことで、「怪盗服への変身が発生している異世界「京都ジェイル」で生まれた外側のペルソナ=バルジャンを宿した反逆の鎧(怪盗服)」への自動的にこの怪盗服への武装が行われる。
得体の知れない力
異世界「キングダム」のみにサルマエルが頻発する不思議な能力のことらしい。
未知の歯車
本作の貴重品で、『ペルソナQ2 ニュー シネマ ラビリンス』以来の登場となる「サブペルソナ」を宿す。また、エルを除くジョーカー以外の仲間たちも装備したり、古くなったペルソナを同時合体し新たなペルソナを生み出すことも可能。また、武器の生成では、2体のサブペルソナを合体させて新たな遠隔武器にすることも可能。
ストリート
本編の舞台である「キングダム」とは別のアンダーグラウンドな世界。

## 主題歌
Revolution in your Heart
サウンドコンポーザー - 小西利樹 / 歌 - Lyn

## 開発
本作の企画は2019年11月中旬ごろから始まり、構想自体は企画する前にメンバーで集まって始めていた。ビジネスプロデューサーの野村敦士はスパイアクション映画が好きであったことから怪盗でも何を描くかという思いが発端し、ゲームジャンルはシミュレーションRPGになった。